# Андрій Батт
Андрій Батт (справжнє ім'я — Андрій Сергійович Ба́тичко, рід. 6 серпня 1985 в Талліні, Естонія, СРСР) — російський актор, реп-виконавець, продюсер. Також виступає під псевдонімом Батт на музичній сцені.

## Біографія
Андрій Батт народився 6 серпня 1985 року в місті Таллінн, Естонія, СРСР.
У віці трьох років, Андрій з родиною переїхав до Москви. До школи захоплювався малюванням і займався в художньому гуртку.
У 1992 році Андрій пішов в англійську школу в Москві, і вже там почав брати участь у шкільних постановках, в тому числі гостросоціальних.
По закінченню школи Андрій став режисером кількох авторських і незалежних проектів, а також музичних кліпів. Він був музичним композитором для американських, російських африканських і португальських молодих артистів.
У 2010 році Андрій переїхав до Америки, в Лос-Анджелес, де вивчав акторську майстерність і кінопродюсірованіе.
Знявся в японській кінокартині «Fighting Spirit», а так само в ряді американських ТВ-серіалів, завдяки чому здобув популярність не тільки в Росії та Україні, але і в Бразилії, США, Португалії, Іспанії.

## Музична кар'єра
Ще зі шкільних років Андрій був великим шанувальником таких музичний напрямків, як реп, хіп-хоп і R'n'B.
З кінця 2012 року починає займатися музичною діяльністю.
Під сценічним псевдонімом «Batt» (укр. Батт), що на стародавньому діалекті креольського мови означає «кажан», випускає кілька успішних синглів, таких як "Літній … ", який стає популярним не токолько на території Росії, але і в Японії та Китаї, а також в інших азійських чартах.

## Фільмографія
- 2017 — «Герой» — Росія
- 2013 — «Бійцівський дух» (Fighting Spirit) — Японія/США
- 2012 — «Ходячі мерці» (The Walking Dead) — США
- 2011 — «Вбивство» (The Killing) — Канада/США
- 2010 — «Брудна робота» (Грязная работа) — Росія
- 2010 — «Успіх будь-яку ціну» — Україна/Росія
- 2010 — «Ви замовляли вбивство» (Вы заказывали убийство) — Росія
- 2009 — «Місто Спокус» (Город соблазнов) — Росія

## Дискографія

### Сингли
- 2013 — «Любовь над облаками»
- 2014 — "Літній … " (за участю Даша Мельникова)

### Кліпи
- 2013 — «Любовь над облаками»
- 2014 — "Літній … " (за участю Даша Мельникова)

## Цікаві факти
- Ще в школі Андрій займався монтажем і режисурою роликів для шкільних заходів та вечірок, а також сам знімав і робив спортивні відеокліпи.
- У дитинстві був дуже худий — при зрості 180 см, важив 64 кг. Після двадцяти років почав регулярно займатися в тренажерному залі. За кілька років посилених тренувань, Андрій набрав 25 кг м'язової маси.
- Андрій був одним з головних претендентів на роль російського бейсболіста в популярному американському серіалі c Денні Макбрайдом — На дні на каналі HBO[4].
- У 2012 році дебютував як спортивний коментатор. Телеканал Viasat Sport[en] (укр. Віасат-Спорт) запросив Андрія Батт як гостя провести трансляцію баскетбольного матчу НБА між командами New York Knicks і Los Angeles Lakers[5][6].